# University of Sydney
University of Sydney (USYD eller uformelt Sydney Uni) er et offentligt forskningsuniversitet i Sydney, Australien. Det er grundlagt i 1850 som Australiens første universitet, og betragtes som et af verdens førende universiteter. Universitetet er et af Australiens seks såkaldte sandstensuniversiteter. Universitetet har otte akademiske fakulteter og universitetsskoler, hvorigennem det tilbyder bachelor-, kandidat- og doktorgrader.
QS World University Rankings har rangeret universitetet som et af verdens 25 bedste universiteter med hensyn til akademisk omdømme, og i top 4 i verden og bedst i Australien for de uddannedes beskæftigelsesegnethed. Det er et af de første universiteter i verden, der begyndte at optage studerende udelukkende på grundlag af akademiske kvalifikationer og åbnede deres døre for kvinder på samme vilkår som mænd.
Fem Nobel- og to Crafoord-pristagere har været tilknyttet universitetet som kandidater eller fakultet. Universitetet har uddannet otte australske premierministre, herunder den siddende premierminister Anthony Albanese, to australske generalguvernører, tretten premierministere i New South Wales, herunder den siddende premierminister Dominic Perrottet, og 24 dommere ved High Court of Australia, inklusive fire overdommere. Universitetet har uddannet 110 Rhodes Scholars og 19 Gates Scholars.
University of Sydney er medlem af Group of Eight, CEMS, Association of Pacific Rim Universities og Association of Commonwealth Universities.